# Carretera de Nebraska 59
La Carretera de Nebraska 59, y abreviada NE 59 (en inglés: Nebraska Highway 59) es una carretera estatal estadounidense ubicada en el estado de Nebraska. La carretera inicia en el Oeste desde la Segmento occidental; NE 14  oeste de Creighton Segmento del este; NE 57  sur de Coleridge hacia el Este en la Segmento occidental; US 81  este de Magnet Segmento del este; US 20  , NE 15  norte de Laurel. La carretera tiene una longitud de 60,3 km (37.49 mi).

## Mantenimiento
Al igual que las autopistas interestatales, y las rutas federales y el resto de carreteras estatales, la Carretera de Nebraska 59 es administrada y mantenida por el Departamento de Carreteras de Nebraska por sus siglas en inglés NDOR.